# Esquema de subtração minimal
Em Teoria Quântica de Campo, o esquema de subtração minimal, ou esquema MS, é um esquema de renormalização usado para regularizar os infinitos que surgem em cálculos perturbativos em ordens superiores à dominante. O esquema, sugerido independentemente por 't Hooft (1973) e Weinberg (1973), consiste em absorver apenas a parte divergente das correções radiativas nos contra-termos (do inglês counter-terms). 
O esquema de subtração mínima modificado, ou  esquema MS-barra ({\displaystyle {\overline {\text{MS}}}}), é semelhante ao anterior, mais é amplamente utilizado. Este esquema absorve também a parte divergente mais uma constante universal que surge em computações dos diagramas de Feynman nos contra-termos. Ao usar a regularização dimensional, isto é, {\displaystyle d^{4}p\to \mu ^{4-d}d^{d}p}, o método é implementado redimensionando também a escala de renormalização: {\displaystyle \mu ^{2}\to \mu ^{2}{\frac {e^{\gamma _{E}}}{4\pi }}} , onde {\displaystyle \gamma _{E}} é a constante de Euler-Mascheroni . 